# El Coto (San Juan del Río)
El Coto es una localidad del  municipio de San Juan del Río, en el estado de Querétaro, México.

## Demografía
El Censo de Población y Vivienda 2010 arrojó una población de 1,379 habitantes, lo que corresponde al 0.57% de la población municipal.

## Geografía
Se localiza en la zona poniente del municipio de San Juan del Río a 20 kilómetros de la cabecera municipal en las coordenadas 20°23'50" de latitud norte y 100°08'10" de longitud oeste, a una altitud de 2040 metros sobre el nivel del mar.
- Datos: Q65032786